# Tancredi
Tancredi je melodramma eroico (opera seria nebo heroická opera ) o dvou jednáních skladatele Gioachina Rossiniho a libretisty Gaetana Rossiho (který také o deset let později napsal Semiramis), založená na Voltairově hře Tancrède (z roku 1760). Opera byla poprvé provedena 6. února 1813 v divadle Teatro La Fenice v Benátkách , a protože na konci ledna měla premiéru jeho opera Pan Nevrlínek, měl skladatel na dokončení Tancrediho méně než měsíc. Předehra, převzatá z jeho opery Zkouška lásky, je populárním příkladem Rossiniho charakteristického stylu a je pravidelně prováděna na koncertech a nahrávána.
Považován Stendhalem, Rossiniho prvním životopiscem, za „vysoko mezi mistrovskými skladatelovými díly“ a popisujícím ho jako „pravý blesk z jasné modré oblohy pro italské lyrické divadlo“ jeho libretista Gaetano Rossi podotkl, že s tím kusem „Rossini vyrostl ke slávě“. Richard Osborne tvrdí, že je „jeho plně rozvinutá opera seria a její ustanovení jím, více méně okamžitě, jako přední italský skladatel současné opery“.
Ačkoli původní verze měla šťastný konec (jak vyžaduje tradice opera seria ), brzy po benátské premiéře Rossini - který byl spíše neoklasicistou než romantikem - jak poznamenává Servadio - dal básníkovi Luigimu Lechimu přepracovat libreto, aby napodobilo původní tragický Voltairův konec. S tímto novým koncem představeným v Teatro Comunale ve Ferraře 21. března 1813 hlavní postava Tancredi sice zvítězí v bitvě, ale je smrtelně zraněn a teprve potom se dozví, že ho Amenaide nikdy nezradila. Argirio sezdá milence právě včas, aby Tancredi zemřel v náručí své manželky.
Jak uvedli Philip Gossett a Patricia Brauner, vedlo znovuobjevení partitury s tímto koncem v roce 1974 (ačkoli jinde Gossett poskytuje důkaz, že to bylo 1976)  vyústění do verze, která se dnes obvykle provádí.

## Postavy
| Role                                                                                              | Typ hlasu                  | Premiérové obsazení 6. února 1813 |
| ------------------------------------------------------------------------------------------------- | -------------------------- | --------------------------------- |
| Tancredi, exilový syrský voják                                                                    | kontralto nebo mezzosoprán | Adelaide Melanotte-Montresor      |
| Amenaide, dcera ze šlechtické rodiny, zamilovaná do Tancrediho                                    | soprán                     | Elisabetta Manfredini-Guarmani    |
| Argirio, otec Amenaide; hlava rodiny, ve válce s rodinou Orbazzana                                | tenor                      | Pietro Todràn                     |
| Orbazzano, hlava šlechtické rodiny, ve válce s rodinou Argirio                                    | bas                        | Luciano Bianchi                   |
| Isaura, přítel Amenaidy                                                                           | kontraalt                  | Teresa Marchesi                   |
| Roggiero, Tancrediho panoš                                                                        | mezzo-soprán nebo tenor    | Carolina Sivelli                  |
| Rytíři, šlechtici, panoši, Syrakusané, Saracéni; dámy v očekávání, válečníci, sluhové, stráže atd |                            |                                   |